# Postjakt

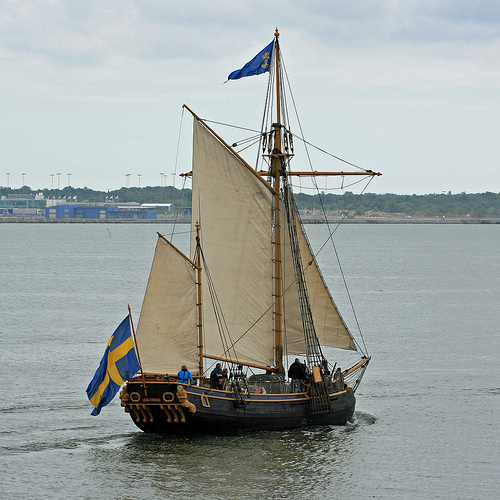
Hiorten, replik av svensk postjakt mellan Ystad och Stralsund från 1692

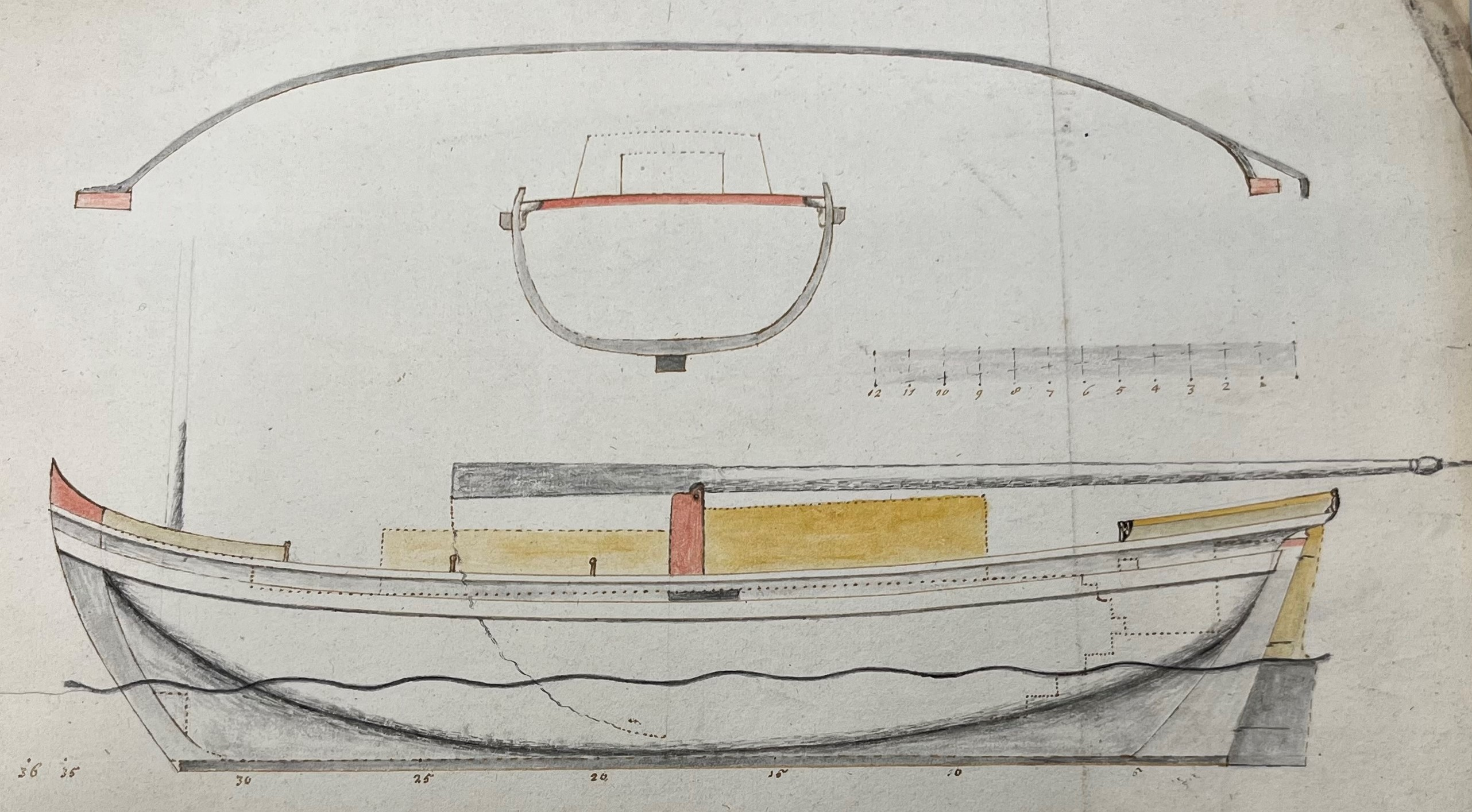
Ritning från 1678/79 av en postjakt avsedd för rutten Stockholm-Åbo

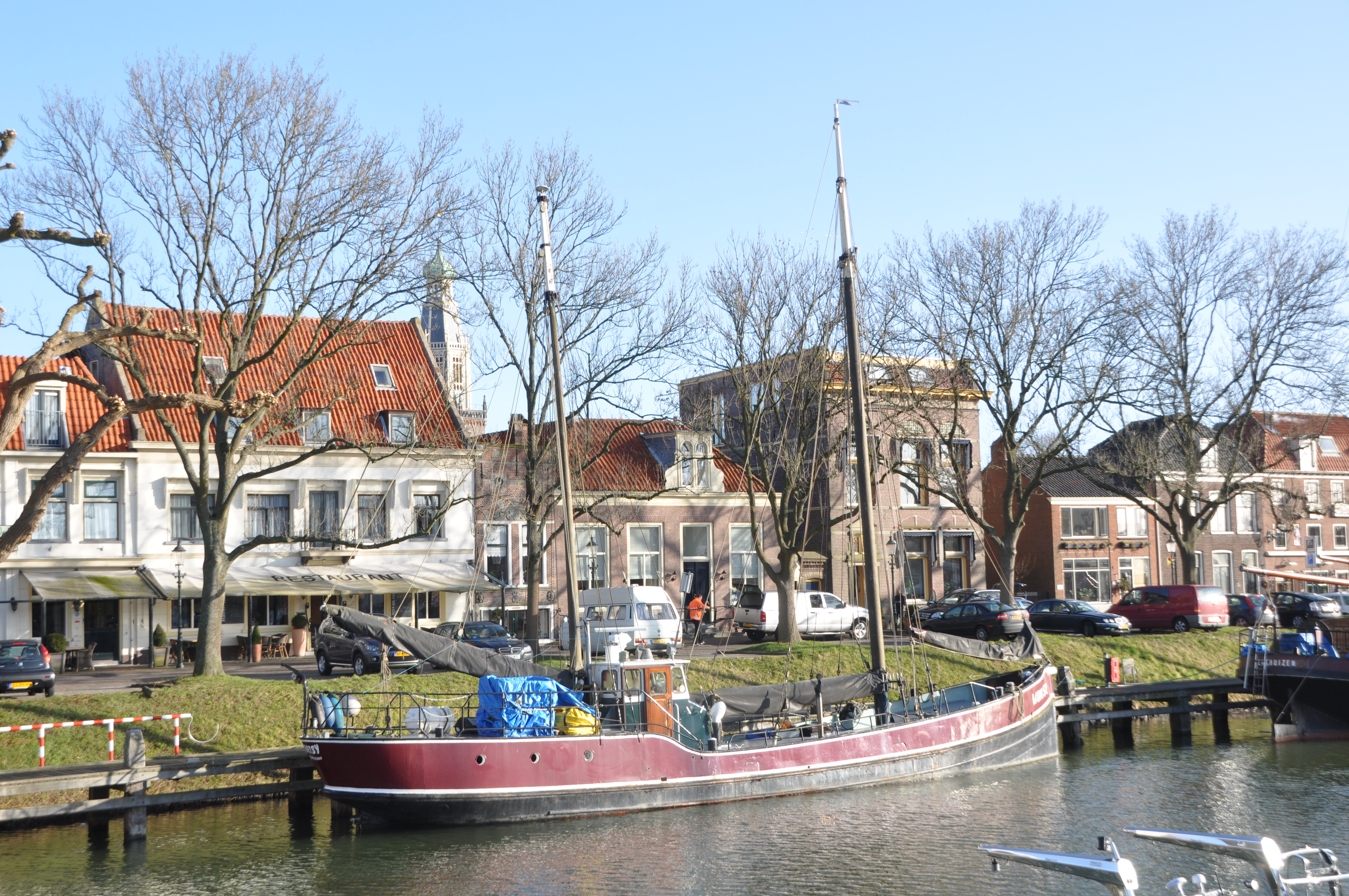
Tidigare nederländsk postbåt i Enkhuizen i Zuiderzee, byggd 1913

Postjakt, är ett mindre segelfartyg, som är avsett för mer eller mindre reguljär post- (och passagerar-) trafik mellan två orter. De kallades också – liksom stora postfartyg – postbåtar. 
Postjakter ägdes och sköttes av Postverket eller – som beträffande Ålands hav och Finska viken – av postrotehemman. De var ett alternativ och komplement till de postbåtar, som seglades och roddes av postbönder. Postjakter förekom i Finlandstrafiken efter 1685 och användningen reglerades 1704. Postjakter gick över Ålands hav 1723–24, 1727–1732, 1764–1779, från Stockholm längs sydfinska kusten till Reval 1687–1689 och mellan Porkala och Reval 1690–1691. Den svenska sjöposten mellan Sverige och Finland upphörde 1821.
Postjakter i Postverkets regi över södra Östersjön mellan Skåne och Stralsund i Svenska Pommern började segla mot slutet av 1600-talet, från 1815 mellan Skåne och Preussen.

## Postångare
På Östersjön började postjakter ersättas av ångbåtar från 1824, då postrutten Ystad–Stralsund, förutom vintertid, började trafikeras under sommarsäsongen av den svenska hjulångaren Constitution och den preussiska Postdampschiff Adler. Som postbåtar vintertid dröjde det ända till 1861 innan seglande postjakter spelat ut sin roll i samband med att ett nytt fördrag om posttrafik enbart med ångbåt ingicks mellan Sverige och Preussen.
En inrikes postrutt med ångbåtar var från 1836 Stockholm–Västervik–Visby, trafikerad under sommarsäsongen. Från 1858 gick den året runt.